# Caduta (incidente)

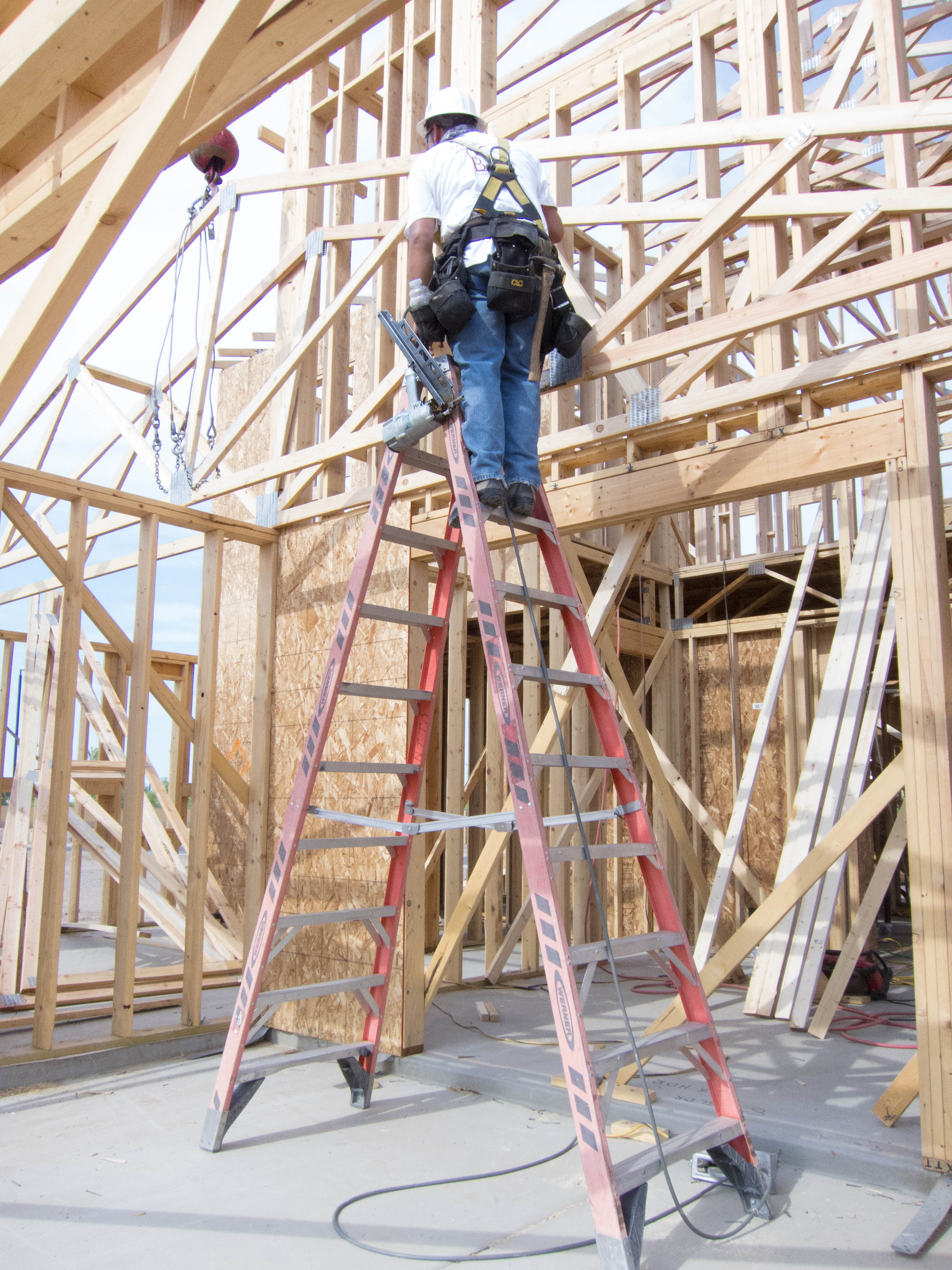
Carpentiere dotato di protezione dalle cadute

La caduta è un incidente fisico dovuto alla perdita di equilibrio o alla perdita di contatto con una superficie stabile.

## Caduta in piano
Per caduta in piano si intende una caduta che avviene su superfici piane, anche di piccola inclinazione o in presenza di pochi gradini, dovuta a inciampo (per presenza di ostacoli sul terreno) o scivolamento (ad esempio per superfici troppo scivolose, sversamento di liquidi, scarpe con suole bagnate o lisce). È associata alla perdita di aderenza al terreno.
Il rischio di caduta aumenta nel caso di disattenzione o di trasporto di carichi pesanti. Le misure preventive più efficaci sono la rimozione degli ostacoli, la presenza dei corrimano sulle scale, la corretta illuminazione degli ambienti e la pulizia dei pavimenti.
Il decreto ministeriale n. 236 del 1989 stabilisce che per potere essere definito "antisdrucciolevole", ovvero con "attrito eccellente", una pavimentazione debba essere realizzata con un coefficiente di attrito misurato con il metodo BCRA (British Ceramic Research Association Ltd. Rep. CEC. 6/81) maggiore di 0,74. Per valori minori del coefficiente di attrito, si parla invece di attrito soddisfacente (coefficiente di attrito da 0,4 a 0,74), scivolosità eccessiva (coefficiente di attrito da 0,20 a 0,39) e scivolosità pericolosa (coefficiente di attrito minore o uguale di 0,19). Inoltre l'attrito tra la suola e la pavimentazione può essere influenzata dal materiale della suola e dalla pulizia della pavimentazione.

## Caduta dall'alto
Le cadute dall'alto causano un contatto violento con la superficie posta al livello inferiore, provocando spesso ferite gravi anche mortali. Le cadute dall'alto avvengono quando ci si trova su scale, piattaforme, ponteggi, o più in generale quando si eseguono lavori in quota.
Da un punto di vista statistico, la gravità delle lesioni conseguenti da una caduta dall'alto aumenta con l'altezza della caduta, ma dipende anche dalle caratteristiche del corpo e della superficie e dal modo in cui il corpo colpisce la superficie. La possibilità di sopravvivere aumenta se si atterra su una superficie altamente deformabile, come la neve o l'acqua.
Per prevenire le cadute dall'alto è possibile facilitare l'accesso ai luoghi elevati, inserire ringhiere protettive, evitare lavori su coperture fragili a rischio di sfondamento e segnalare il pericolo con appositi carelli. Tra i sistemi di protezione dalle cadute ci sono ad esempio imbragature, linee vita e ancoraggi.

## Statistiche
Nel 2013 risulta che le cadute involontarie hanno causato circa 556.000 morti a livello globale, rispetto ai 341.000 del 1990. Risultano essere la seconda causa più comune di morte per lesioni non intenzionali dopo gli incidenti con veicolo a motore.

Morti causate da cadute per milione di persone nel 2012     0–15     16–21     22–33     34–44     45–55     56–69     70–88     89–106     107–129     130–314
Disability-adjusted life year per le cadute ogni 100.000 abitanti nel 2004.[7]     nessun dato     < 40     40–110     110–180     180–250     250–320     320–390     390–460     460–530     530–600     600–670     670–1000     > 1000

In Unione Europea nel 2005 la caduta in piano ha rappresentato il 14% degli infortuni sul lavoro con più di tre giorni di assenza, mentre la caduta dall'alto il 5%. Le cadute dall'alto però rappresentano in Unione Europea il secondo incidente mortale sul lavoro più comune.

## Segnaletica di sicurezza
Lo standard internazionale ISO 7010 (applicabile a diversi contesti, tra cui quello della sicurezza nei luoghi di lavoro) contempla appositi segnali per indicare:
- pericolo di caduta (codice: W008)[8]
- pericolo di inciampo (codice: W007)[9]
- pericolo di scivolamento (codice: W011).[10]

Segnale di pericolo di caduta
Segnale di pericolo di inciampo
Segnale di pericolo di scivolamento

Altri segnali correlati al pericolo di caduta previsti dalla norma ISO 7010 sono:
- attenzione allo scalino in basso (codice: W070)[11]
- pericolo di tetto fragile (codice: W036)[12]
- pericolo di ghiaccio sottile (codice: W043)[13]
- pericolo di bordo di dirupo instabile (codice: W052)[14]
- pericolo di dirupo instabile (codice: W053)[15]

Segnale di attenzione allo scalino in basso
Segnale di pericolo di tetto fragile
Segnale di pericolo di ghiaccio sottile
Segnale di pericolo di bordo di dirupo instabile
Segnale di pericolo di dirupo instabile